# Tsubame (Zug)
Tsubame (jap. 燕, „Schwalbe“) war ein Expresszug des japanischen Eisenbahnministeriums, später der Staatsbahn, zwischen den Regionen Kantō und Kansai auf der Tōkaidō-Hauptlinie, der damals bedeutendsten Verkehrsverbindung zwischen Ost- und Westjapan. Er war damit vor dem Bau der Shinkansen eines der wichtigsten Verkehrsmittel des Landes.
Der erste Tsubame nahm seinen Betrieb 1930 als chō-tokkyū (超特急, „Super-Sonder-Express“) zwischen Tokio und Kōbe auf, für die gesamte Strecke benötigte der Zug bei einer Durchschnittsgeschwindigkeit von 67,5 km/h neun Stunden, war damit aber schneller als der Fuji, der Tōkyō bisher mit Osaka verband (ab 1943 bis nach Kyūshū, später als Nachtzug noch bis 2009). 1937 nahm der Schwesterzug Kamome auf der gleichen Strecke den Betrieb auf.
Nach dem Ende des Pazifikkrieges fuhr ab 1949 von der nun eigenständigen Staatsbahn wieder ein Expresszug von Tōkyō nach Osaka, zunächst unter dem Namen Heiwa (へいわ, „Frieden“), bereits ab 1950 aber wieder als Tsubame (fortan aber in der Hiragana-Schreibung つばめ). Ab 1950 nahm dann auf der gleichen Strecke auch der Gegenzug Hato (はと, „Taube“, vor dem Krieg der Name eines Expresszugs der Südmandschurischen Eisenbahn zwischen Dairen/Dalian und Chōshun/Changchun) seinen Betrieb auf. Im Jahr 1956, als die gesamte Tōkaidō-Hauptstrecke elektrifiziert wurde und der Zug vollständig auf Elektrolokomotiven der Baureihe EF56 umgestellt wurde, brauchte der Tsubame sieben Stunden und 35 Minuten von Tōkyō bis Osaka. Werbewirksam ließ die JNR hierzu die Ganituren in einem Resettagrün ähnlichen Farbkleid umlackieren, waren zu diesem Zeitpunkt doch die meisten Personenzüge noch in einem deckenden Braun lackiert. Grün blieben die Züge aber nicht lange und bereits 1958 wechselte man auf die neue Farbe der Expresszüge, Kobaltblau. Bereits 1960 wiederum wurde auf die neuen Schnelltriebwagen der 151er Serie umgestellt, was die Fahrtzeiten noch weiter verkürzte. Ab 1962, als auch die San’yō-Hauptlinie bis Hiroshima elektrifiziert wurde, fuhr der Tsubame die gesamte, rund 900 km lange Strecke von Tōkyō bis Hiroshima.
Zwar war mit dem Bau der Tōkaidō-Shinkansen der Bedeutungsverlust des Tsubame abzusehen, allerdings hatte sich die „Schwalbe“ als Symbol der japanischen Staatsbahn etabliert. So spielte die staatsbahneigene Baseballmannschaft seit 1950 als Kokutetsu Swallows, und Staatsbahnbusse nutzten eine Schwalbe als Logo. Der Zug wurde nach der Eröffnung des Tōkaidō-Shinkansen 1964 auf die weiterführende Strecke von Shin-Osaka nach Hakata verlegt und noch 1972 auf Schnelltriebwagen der 485er Serie umgestellt. Die neue Linie bediente der Tsubame noch bis 1975, als auch diese Strecke durch den San’yō-Shinkansen eine Hochgeschwindigkeitsverbindung erhielt, wodurch die Geschichte des Tsubame (und des Hato) vorläufig geendet hatte.
1999 wurde der Asteroid (6211) Tsubame nach dem Zug benannt.

## Wiederaufnahme bei der JR Kyūshū

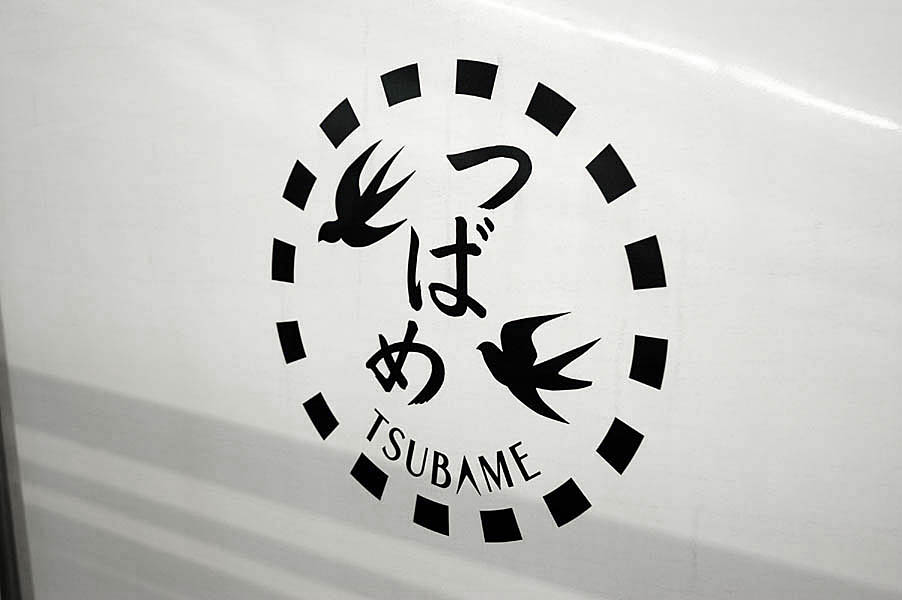
Logo des Shinkansen Tsubame der JR Kyūshū.

Die JR Kyūshū, eine der privaten Nachfolger der Staatsbahn, nannte einige ihrer Expressverbindungen ebenfalls Tsubame, zunächst einen Expresszug der Kagoshima-Hauptlinie, ab der Eröffnung des ersten Teilstücks der Kyūshū-Shinkansen 2004 eine anschließende Expressverbindung, seit 2011 die langsamste, an jedem Bahnhof haltende Linie der Kyūshū-Shinkansen zwischen Hakata und Kagoshima.